# Вътрешна Дакия
Вътрешна Дакия или Дакия Медитеранея (на латински: Dacia Mediterranea; на гръцки: Επαρχία Δακίας Μεσογείου, Eparchia Dakias Mesogeiou) е римска провинция, образувана в 285 г. след разделянето на провинция Дакия Аврелиана с реформата на император Диоклециан и попадаща почти изцяло в днешна Централна Западна България. Столица на провинцията е Сердика, днешна София.
С пропагандна цел името е „Дакия“, въпреки че заема територии в бившата Горна Мизия.

## История
Диоклециан разделя Дакия Аврелиана на две нови римски провинции – Вътрешна Дакия и Крайбрежна Дакия с главен град Рациария. Двете нови провинции заедно с Дардания, Горна Мизия и Превалитания са включени в диоцез Дакия, чиято столица пак е Сердика, който от своя страна е в префектура Илирик.
Титулярни епископски градове във Вътрешна Дакия (Дакия Медитеранея):
- Германия ин Дакия (Сапарева баня)
- Юстиниана Прима (Лесковац)
- Найсус (Ниш)
- Ремесиана (Бела паланка)
- Велбужд (Кюстендил)

- Римските провинции през 115 г. при император Траян
- Диоцез Дакия през 400 г.